# Keiji Tamada
Keiji Tamada (玉田 圭司?, Tamada Keiji; Urayasu, 11 aprile 1980) è un ex calciatore giapponese, di ruolo attaccante.

## Caratteristiche tecniche
Gioca come seconda punta, ma anche come punta centrale, di piede sinistro. È uno dei pochi calciatori nipponici che, pur non avendo mai giocato in Europa, dato che nella sua carriera ha solo giocato per club del Giappone, è considerato ugualmente una leggenda del calcio giapponese.
Bravo nell'assist, e nel segnare con i suoi tiri di testa, è un calciatore dotato di velocità, fisicità, dribbling e di un buon controllo di palla, è in grado di calciare con precisione e potenza di tiro, infatti è in grado di andare a rete calciando anche di punizione.

## Carriera

### Club

#### Kashiwa Reysol
La sua carriera nel calcio professionista ha inizio nel 1999 con la squadra del Kashiwa Reysol, nell'anno in cui vince la Coppa del Giappone dove lui gioca una sola partita, nella vittoria su 2-0 contro il Albirex Niigata. Segnerà la sua prima rete nel 2002 in J1 League, la massima divisione del calcio giapponese, nel pareggio di 2-2 contro il Consadole Sapporo. Nell'edizione 2003 della J1 League segnerà 11 reti come miglior marcatore della sua squadra. Segnerà la sua prima tripletta in J1 League nel 2004 nella vittoria per 5-1 contro il Cerezo Osaka, invece la sua prima doppietta nel campionato giapponese la segnerà nel 2005 vincendo per 4-2 contro l'FC Tokyo.

#### Nagoya Grampus
A partire dal 2006 giocherà per il Nagoya Grampus, segnando il suo primo gol con la squadra nella vittoria di misura contro l'Avispa Fukuoka la sua rete deciderà la vittoria su 1-0. Nel 2010 trascinerà la sua squadra con 13 reti alla vittoria della sua prima J1 League, segnerà una tripletta nella vittoria per 5-1 contro lo Shimizu S-Pulse, e una doppietta nella vittoria per 3-2 contro l'Urawa Red Diamonds, e con un gol di testa porterà alla vittoria per 1-0 contro lo Shonan Bellmare. Nella stagione successiva stabilirà un nuovo record di reti in campionato con 14 gol.

#### Cerezo Osaka e Nagoya Grampus
Nel 2015 giocherà nella seconda divisione giapponese, la J2 League, trovando per la prima volta la rete con una doppietta nella vittoria per 3-1 contro l'Omiya Ardija, inoltre nella Coppa dell'Imperatore segnerà il gol 10-0 contro lo Velho Takamatsu.
Inizierà a giocare, a partire dal 2017 per il Nagoya Grampus, farà il suo primo gol su punizione nella vittoria per 2-1 contro il Kamatamare Sanuki, ottenendo la promozione in prima divisione, continuando a giocare per la squadra per un'altra stagione.

#### V-Varen Nagasaki
Tornerà a giocare in seconda divisione nel 2019 vestendo la maglia del V-Varen Nagasaki, dove segnerà una doppietta nel pareggio per 2-2 contro il Renofa Yamaguchi, sarà autore di un gol nella vittoria per 2-1 contro il Kagoshima United FC, inoltre segnerà una rete nella vittoria su 3-1 contro il Thespakusatsu Gunma.

### Nazionale
Keiji Tamada viene convocato nella nazionale giapponese nel 2004, segnando il suo primo gol in nazionale contro l'Ungheria nella sconfitta per 3-2. Viene convocato per prendere parte alla Coppa d'Asia 2004, sarà determinante nella vittoria in semifinale contro il Bahrain segnando la sua prima doppietta in nazionale che porterà alla vittoria per 4-3, infine si laureerà campione d'Asia segnando in finale il gol del 3-1 nella vittoria contro la Cina.
Durante un'amichevole contro il Malta segna il gol del 1-0 che deciderà la vittoria del Giappone. Durante le qualificazioni del Mondiale in Germania consegna al Giappone la vittoria segnando il gol del 1-0 contro Singapore, infine ottenuta la qualificazione, Tamada segnerà una sola rete nel mondiale, nella sconfitta per 4-1 contro il Brasile
Nel 2008 segnerà il gol del 1-0 nella vittoria in amichevole contro Costa d'Avorio mentre in un'altra amichevole, nel 2009, segnerà una rete nella vittoria per 4-3 in una partita molto combattuta contro il Ghana.
Viene convocato per il Mondiale 2010 giocando solo due partite, la prima nella sconfitta contro i Paesi Bassi e la seconda nella sconfitta contro il Paraguay che sancirà l'eliminazione del Giappone dal mondiale.

## Statistiche

### Cronologia presenze e gol in nazionale
| Cronologia completa delle presenze e delle reti in nazionale ― Giappone | Cronologia completa delle presenze e delle reti in nazionale ― Giappone | Cronologia completa delle presenze e delle reti in nazionale ― Giappone | Cronologia completa delle presenze e delle reti in nazionale ― Giappone | Cronologia completa delle presenze e delle reti in nazionale ― Giappone | Cronologia completa delle presenze e delle reti in nazionale ― Giappone | Cronologia completa delle presenze e delle reti in nazionale ― Giappone | Cronologia completa delle presenze e delle reti in nazionale ― Giappone |
| Data                                                                    | Città                                                                   | In casa                                                                 | Risultato                                                               | Ospiti                                                                  | Competizione                                                            | Reti                                                                    | Note                                                                    |
| ----------------------------------------------------------------------- | ----------------------------------------------------------------------- | ----------------------------------------------------------------------- | ----------------------------------------------------------------------- | ----------------------------------------------------------------------- | ----------------------------------------------------------------------- | ----------------------------------------------------------------------- | ----------------------------------------------------------------------- |
| 31-3-2004                                                               | Singapore                                                               | Singapore                                                               | 1 – 2                                                                   | Giappone                                                                | Qual. Mondiali 2006                                                     | -                                                                       | 76’                                                                     |
| 25-4-2004                                                               | Zalaegerszeg                                                            | Ungheria                                                                | 3 – 2                                                                   | Giappone                                                                | Amichevole                                                              | 1                                                                       |                                                                         |
| 28-4-2004                                                               | Praga                                                                   | Rep. Ceca                                                               | 0 – 1                                                                   | Giappone                                                                | Amichevole                                                              | -                                                                       | 63’                                                                     |
| 30-5-2004                                                               | Manchester                                                              | Islanda                                                                 | 2 – 3                                                                   | Giappone                                                                | Amichevole                                                              | -                                                                       | 46’                                                                     |
| 1-6-2004                                                                | Manchester                                                              | Inghilterra                                                             | 1 – 1                                                                   | Giappone                                                                | Amichevole                                                              | -                                                                       | 60’                                                                     |
| 9-6-2004                                                                | Saitama                                                                 | Giappone                                                                | 7 – 0                                                                   | India                                                                   | Qual. Mondiali 2006                                                     | -                                                                       |                                                                         |
| 9-7-2004                                                                | Hiroshima                                                               | Giappone                                                                | 3 – 1                                                                   | Slovacchia                                                              | Amichevole                                                              | -                                                                       | 77’                                                                     |
| 13-7-2004                                                               | Yokohama                                                                | Giappone                                                                | 1 – 0                                                                   | Serbia e Montenegro                                                     | Amichevole                                                              | -                                                                       | 72’                                                                     |
| 20-7-2004                                                               | Chongqing                                                               | Giappone                                                                | 1 – 0                                                                   | Oman                                                                    | Coppa delle nazioni asiatiche                                           | -                                                                       | 70’                                                                     |
| 24-7-2004                                                               | Chongqing                                                               | Giappone                                                                | 4 – 1                                                                   | Thailandia                                                              | Coppa delle nazioni asiatiche                                           | -                                                                       | 46’                                                                     |
| 28-7-2004                                                               | Chongqing                                                               | Giappone                                                                | 0 – 0                                                                   | Iran                                                                    | Coppa delle nazioni asiatiche                                           | -                                                                       | 8’                                                                      |
| 31-7-2004                                                               | Chongqing                                                               | Giappone                                                                | 1 – 1                                                                   | Giordania                                                               | Coppa delle nazioni asiatiche                                           | -                                                                       | 72’                                                                     |
| 3-8-2004                                                                | Jinan                                                                   | Giappone                                                                | 4 – 3                                                                   | Bahrein                                                                 | Coppa delle nazioni asiatiche                                           | 2                                                                       |                                                                         |
| 7-8-2004                                                                | Pechino                                                                 | Cina                                                                    | 1 – 3                                                                   | Giappone                                                                | Coppa delle nazioni asiatiche                                           | 1                                                                       |                                                                         |
| 18-8-2004                                                               | Shizuoka                                                                | Giappone                                                                | 1 – 2                                                                   | Argentina                                                               | Amichevole                                                              | -                                                                       | 80’                                                                     |
| 13-10-2004                                                              | Mascate                                                                 | Oman                                                                    | 0 – 1                                                                   | Giappone                                                                | Qual. Mondiali 2006                                                     | -                                                                       | 90+2’                                                                   |
| 17-11-2004                                                              | Saitama                                                                 | Giappone                                                                | 1 – 0                                                                   | Singapore                                                               | Qual. Mondiali 2006                                                     | 1                                                                       | 72’                                                                     |
| 16-12-2004                                                              | Yokohama                                                                | Giappone                                                                | 0 – 3                                                                   | Germania                                                                | Amichevole                                                              | -                                                                       | 46’                                                                     |
| 29-1-2005                                                               | Yokohama                                                                | Giappone                                                                | 4 – 0                                                                   | Kazakistan                                                              | Amichevole                                                              | 2                                                                       | 88’                                                                     |
| 2-7-2005                                                                | Saitama                                                                 | Giappone                                                                | 3 – 0                                                                   | Siria                                                                   | Amichevole                                                              | -                                                                       |                                                                         |
| 9-2-2005                                                                | Saitama                                                                 | Giappone                                                                | 2 – 1                                                                   | Corea del Nord                                                          | Qual. Mondiali 2006                                                     | -                                                                       | 79’                                                                     |
| 25-3-2005                                                               | Tehran                                                                  | Iran                                                                    | 2 – 1                                                                   | Giappone                                                                | Qual. Mondiali 2006                                                     | -                                                                       | 62’                                                                     |
| 30-3-2005                                                               | Saitama                                                                 | Giappone                                                                | 1 – 0                                                                   | Bahrein                                                                 | Qual. Mondiali 2006                                                     | -                                                                       | 69’                                                                     |
| 22-5-2005                                                               | Niigata                                                                 | Giappone                                                                | 0 – 1                                                                   | Perù                                                                    | Amichevole                                                              | -                                                                       | 53’                                                                     |
| 27-5-2005                                                               | Tokyo                                                                   | Giappone                                                                | 0 – 1                                                                   | Emirati Arabi Uniti                                                     | Amichevole                                                              | -                                                                       | 65’                                                                     |
| 3-6-2005                                                                | Manama                                                                  | Bahrein                                                                 | 0 – 1                                                                   | Giappone                                                                | Qual. Mondiali 2006                                                     | -                                                                       | 90’                                                                     |
| 16-6-2005                                                               | Hannover                                                                | Giappone                                                                | 1 – 2                                                                   | Messico                                                                 | Conf. Cup 2005 - 1º turno                                               | -                                                                       | 82’                                                                     |
| 19-6-2005                                                               | Francoforte                                                             | Giappone                                                                | 1 – 0                                                                   | Grecia                                                                  | Conf. Cup 2005 - 1º turno                                               | -                                                                       | 66’                                                                     |
| 22-6-2005                                                               | Colonia                                                                 | Giappone                                                                | 2 – 2                                                                   | Brasile                                                                 | Conf. Cup 2005 - 1º turno                                               | -                                                                       | 46’                                                                     |
| 31-7-2005                                                               | Daejeon                                                                 | Giappone                                                                | 0 – 1                                                                   | Corea del Nord                                                          | Coppa dell'Asia orientale 2005                                          | -                                                                       | 67’                                                                     |
| 3-8-2005                                                                | Daejeon                                                                 | Giappone                                                                | 2 – 2                                                                   | Cina                                                                    | Coppa dell'Asia orientale 2005                                          | -                                                                       | 66’                                                                     |
| 7-8-2005                                                                | Taegu                                                                   | Corea del Sud                                                           | 0 – 1                                                                   | Giappone                                                                | Coppa dell'Asia orientale 2005                                          | -                                                                       | 78’                                                                     |
| 17-8-2005                                                               | Yokohama                                                                | Giappone                                                                | 2 – 1                                                                   | Iran                                                                    | Qual. Mondiali 2006                                                     | -                                                                       | 89’                                                                     |
| 7-9-2005                                                                | Rifu                                                                    | Giappone                                                                | 5 – 4                                                                   | Honduras                                                                | Amichevole                                                              | -                                                                       | 71’                                                                     |
| 30-3-2006                                                               | Oita                                                                    | Giappone                                                                | 1 – 0                                                                   | Ecuador                                                                 | Amichevole                                                              | -                                                                       | 76’                                                                     |
| 9-5-2006                                                                | Osaka                                                                   | Giappone                                                                | 1 – 2                                                                   | Bulgaria                                                                | Amichevole                                                              | -                                                                       |                                                                         |
| 13-5-2006                                                               | Saitama                                                                 | Giappone                                                                | 0 – 0                                                                   | Scozia                                                                  | Amichevole                                                              | -                                                                       | 61’                                                                     |
| 30-5-2006                                                               | Leverkusen                                                              | Germania                                                                | 2 – 2                                                                   | Giappone                                                                | Amichevole                                                              | -                                                                       | 80’                                                                     |
| 4-6-2006                                                                | Düsseldorf                                                              | Giappone                                                                | 1 – 0                                                                   | Malta                                                                   | Amichevole                                                              | 1                                                                       | 61’                                                                     |
| 18-6-2006                                                               | Norimberga                                                              | Giappone                                                                | 0 – 0                                                                   | Croazia                                                                 | Mondiali 2006 - 1º turno                                                | -                                                                       | 61’                                                                     |
| 22-6-2006                                                               | Dortmund                                                                | Giappone                                                                | 1 – 4                                                                   | Brasile                                                                 | Mondiali 2006 - 1º turno                                                | 1                                                                       |                                                                         |
| 26-3-2008                                                               | Manama                                                                  | Bahrein                                                                 | 1 – 0                                                                   | Giappone                                                                | Qual. Mondiali 2010                                                     | -                                                                       | 82’                                                                     |
| 24-5-2008                                                               | Toyota                                                                  | Giappone                                                                | 1 – 0                                                                   | Costa d'Avorio                                                          | Amichevole                                                              | 1                                                                       | 75’                                                                     |
| 2-6-2008                                                                | Yokohama                                                                | Giappone                                                                | 3 – 0                                                                   | Oman                                                                    | Qual. Mondiali 2010                                                     | -                                                                       | 79’                                                                     |
| 7-6-2008                                                                | Mascate                                                                 | Oman                                                                    | 1 – 1                                                                   | Giappone                                                                | Qual. Mondiali 2010                                                     | -                                                                       | 89’                                                                     |
| 14-6-2008                                                               | Bangkok                                                                 | Thailandia                                                              | 0 – 3                                                                   | Giappone                                                                | Qual. Mondiali 2010                                                     | -                                                                       |                                                                         |
| 22-6-2008                                                               | Saitama                                                                 | Giappone                                                                | 1 – 0                                                                   | Bahrein                                                                 | Qual. Mondiali 2010                                                     | -                                                                       |                                                                         |
| 20-8-2008                                                               | Sapporo                                                                 | Giappone                                                                | 1 – 3                                                                   | Uruguay                                                                 | Amichevole                                                              | -                                                                       | 68’                                                                     |
| 27-5-2008                                                               | Manama                                                                  | Bahrein                                                                 | 2 – 3                                                                   | Giappone                                                                | Qual. Mondiali 2010                                                     | -                                                                       |                                                                         |
| 9-10-2008                                                               | Niigata                                                                 | Giappone                                                                | 1 – 1                                                                   | Emirati Arabi Uniti                                                     | Amichevole                                                              | -                                                                       | 57’                                                                     |
| 15-10-2008                                                              | Saitama                                                                 | Giappone                                                                | 1 – 1                                                                   | Uzbekistan                                                              | Qual. Mondiali 2010                                                     | 1                                                                       | 81’                                                                     |
| 13-11-2008                                                              | Niigata                                                                 | Giappone                                                                | 3 – 1                                                                   | Siria                                                                   | Amichevole                                                              | 1                                                                       | 46’                                                                     |
| 19-11-2008                                                              | Doha                                                                    | Qatar                                                                   | 0 – 3                                                                   | Giappone                                                                | Qual. Mondiali 2010                                                     | 1                                                                       | 89’                                                                     |
| 28-1-2009                                                               | Manama                                                                  | Bahrein                                                                 | 1 – 0                                                                   | Giappone                                                                | Qual. Coppa d'Asia 2011                                                 | -                                                                       |                                                                         |
| 4-2-2009                                                                | Tokyo                                                                   | Giappone                                                                | 5 – 1                                                                   | Finlandia                                                               | Amichevole                                                              | -                                                                       | 84’                                                                     |
| 11-2-2009                                                               | Yokohama                                                                | Giappone                                                                | 0 – 0                                                                   | Australia                                                               | Qual. Mondiali 2010                                                     | -                                                                       |                                                                         |
| 28-3-2009                                                               | Saitama                                                                 | Giappone                                                                | 1 – 0                                                                   | Bahrein                                                                 | Qual. Mondiali 2010                                                     | -                                                                       | 79’                                                                     |
| 27-5-2009                                                               | Osaka                                                                   | Giappone                                                                | 4 – 0                                                                   | Cile                                                                    | Amichevole                                                              | -                                                                       | 39’                                                                     |
| 10-6-2009                                                               | Yokohama                                                                | Giappone                                                                | 1 – 1                                                                   | Qatar                                                                   | Qual. Mondiali 2010                                                     | -                                                                       | 67’                                                                     |
| 17-6-2009                                                               | Melbourne                                                               | Australia                                                               | 2 – 1                                                                   | Giappone                                                                | Qual. Mondiali 2010                                                     | -                                                                       |                                                                         |
| 5-9-2009                                                                | Enschede                                                                | Paesi Bassi                                                             | 3 – 0                                                                   | Giappone                                                                | Amichevole                                                              | -                                                                       | 46’                                                                     |
| 9-9-2009                                                                | Utrecht                                                                 | Giappone                                                                | 4 – 3                                                                   | Ghana                                                                   | Amichevole                                                              | 1                                                                       | 69’                                                                     |
| 8-10-2009                                                               | Shizuoka                                                                | Giappone                                                                | 6 – 0                                                                   | Hong Kong                                                               | Qual. Coppa d'Asia 2011                                                 | -                                                                       | 33’                                                                     |
| 6-2-2010                                                                | Tokyo                                                                   | Giappone                                                                | 0 – 0                                                                   | Cina                                                                    | Coppa dell'Asia orientale 2010                                          | -                                                                       | 62’                                                                     |
| 11-2-2010                                                               | Tokyo                                                                   | Giappone                                                                | 3 – 0                                                                   | Hong Kong                                                               | Coppa dell'Asia orientale 2010                                          | 2                                                                       |                                                                         |
| 14-2-2010                                                               | Tokyo                                                                   | Giappone                                                                | 1 – 3                                                                   | Corea del Sud                                                           | Coppa dell'Asia orientale 2010                                          | -                                                                       | 82’                                                                     |
| 3-3-2010                                                                | Toyota                                                                  | Giappone                                                                | 2 – 0                                                                   | Bahrein                                                                 | Qual. Coppa d'Asia 2011                                                 | -                                                                       | 87’                                                                     |
| 7-4-2010                                                                | Osaka                                                                   | Giappone                                                                | 0 – 3                                                                   | Serbia                                                                  | Amichevole                                                              | -                                                                       | 46’ 82’                                                                 |
| 30-5-2010                                                               | Graz                                                                    | Giappone                                                                | 1 – 2                                                                   | Inghilterra                                                             | Amichevole                                                              | -                                                                       | 86’                                                                     |
| 4-6-2010                                                                | Sion                                                                    | Giappone                                                                | 0 – 2                                                                   | Costa d'Avorio                                                          | Amichevole                                                              | -                                                                       | 55’                                                                     |
| 19-6-2010                                                               | Durban                                                                  | Paesi Bassi                                                             | 1 – 0                                                                   | Giappone                                                                | Mondiali 2010 - 1º turno                                                | -                                                                       | 77’                                                                     |
| 29-6-2010                                                               | Pretoria                                                                | Paraguay                                                                | 0 – 0 dts (5-3 dtr)                                                     | Giappone                                                                | Mondiali 2010 - Ottavi                                                  | -                                                                       | 106’                                                                    |
| Totale                                                                  |                                                                         | Presenze (25º posto)                                                    | 72                                                                      |                                                                         | Reti (17º posto)                                                        | 16                                                                      |                                                                         |

## Palmarès

### Club

#### Competizioni nazionali
- Coppa J. League: 1

Kashiwa Reysol: 1999
- Campionato giapponese: 1

Nagoya Grampus: 2010
- Supercoppa del Giappone: 1

Nagoya Grampus: 2011

### Nazionale
- Coppa d'Asia: 1

2004